# El Chanal (Colima)
El Chanal es una localidad del estado mexicano de Colima. Es parte del municipio de Colima. La población es colindante con la Zona arqueológica de El Chanal.

## Demografía
| Gráfica de evolución demográfica |
|                                  |

| Censo | Población |
| ----- | --------- |
| 1930  | 20        |
| 1940  | 71        |
| 1950  | 209       |
| 1960  | 308       |
| 1970  | 282       |
| 1980  | 516       |
| 1990  | 626       |
| 2000  | 790       |
| 2010  | 820       |
| 2020  | 1 011     |